# 楊嗣沅
楊嗣沅，清朝政治人物、进士出身。

## 生平
嘉庆六年（1801年），登辛酉恩科殿试第三甲赐同进士出身，授文林郎、江西德兴知县。嘉庆二十五年，因亏短库项案发受罚。